# Grottes de Blanchard Springs
Les grottes de Blanchard Springs sont des cavités touristiques situées dans la Forêt nationale d'Ozark-St. Francis dans l'Arkansas, Comté de Stone, aux États-Unis.

## Description
La température y est constante au long de l'année (14 °C).

## Tourisme
Deux des trois niveaux de creusement de cette cavité sont aménagés pour les visites touristiques.